# Mesabi Range

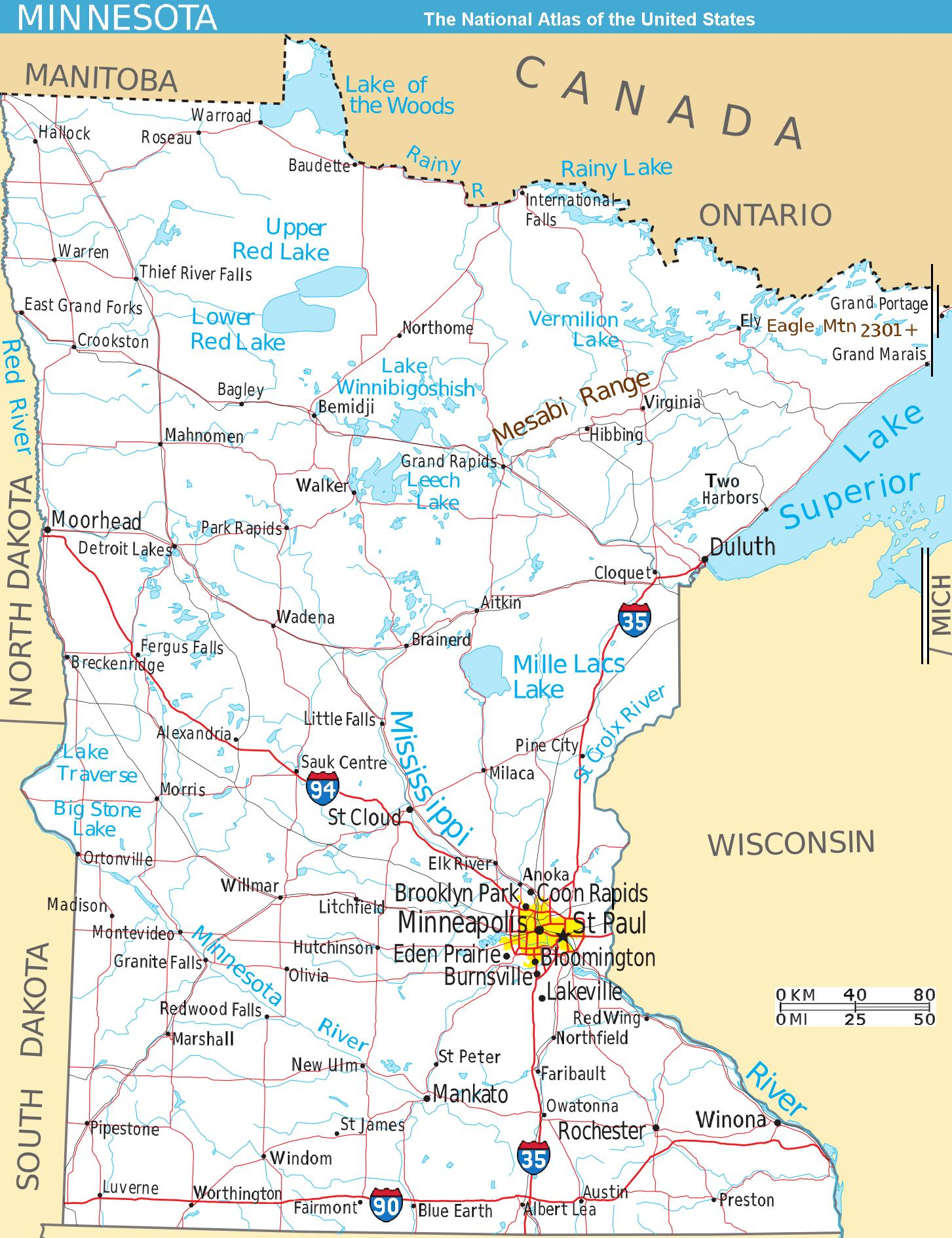
Mesabi Range väster om Lake Superior.

Mesabi Range är en höjdsträckning i nordöstra Minnesota i USA, huvudsakligen belägen i Itasca County och Saint Louis County. Där fanns tidigare en av världens värdefullaste järnmalmsfyndigheter, högprocentig hematit, varav två tredjedelar har exporterats över Duluth. Brytningen, huvudsakligen i dagbrott, gav åren 1892–1930 1,5 miljarder ton järnmalm. År 1970 producerades ännu 70,2 miljoner ton, men efter 1980 har produktionen successivt upphört.

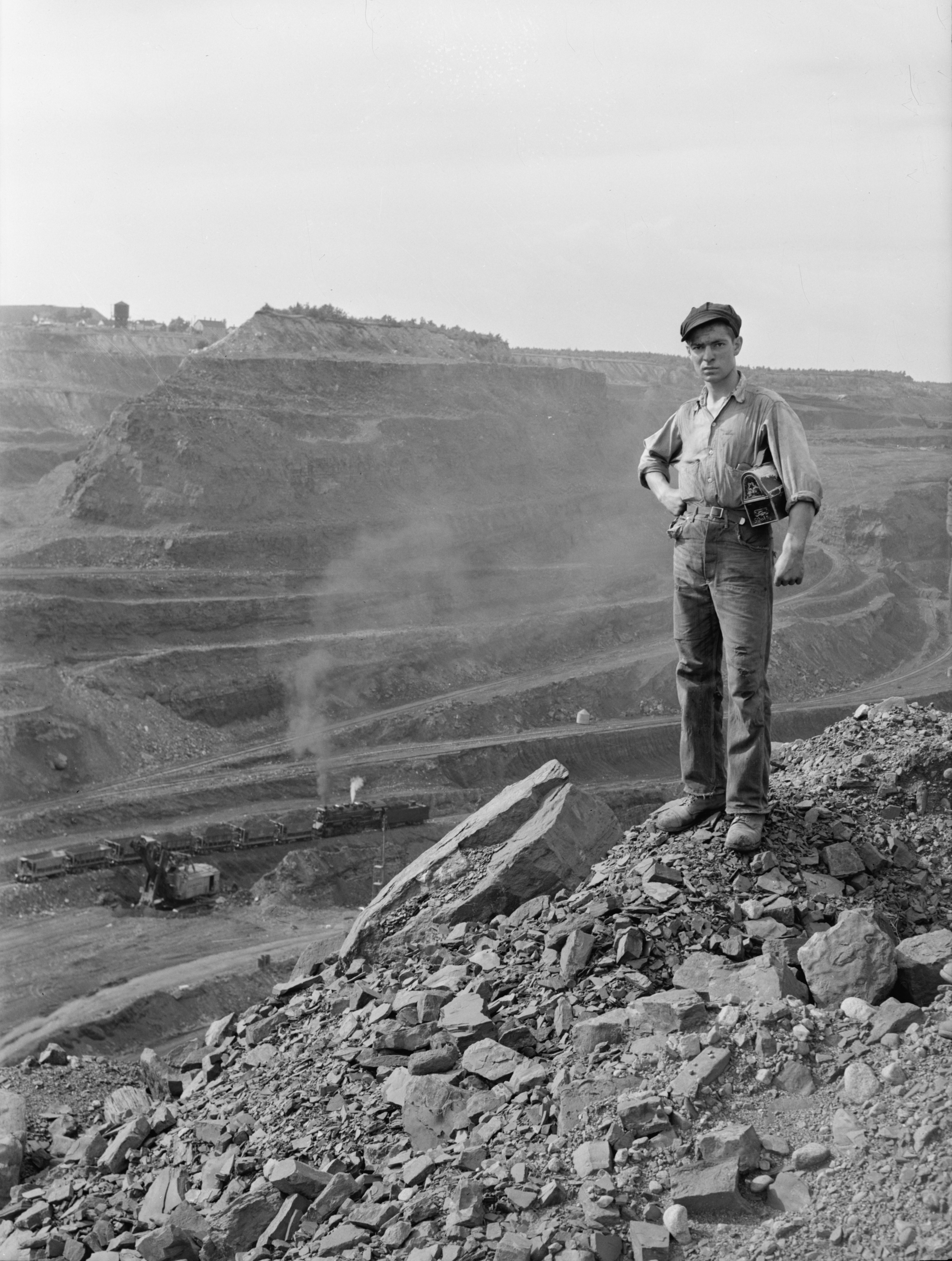
Hull-Rust-Mahonings järnmalmsgruva 1946.

I stället började man bryta en lågprocentig järnmalm, taconit, som koncentrerades genom ett speciellt anrikningsförfarande, med en utvinning av mer än 50 miljoner ton per år. År 1974 utgjorde skeppningarna från Minnesota av taconitpellets omkring 68 procent av det totala värdet av järnmalmer.
För närvarande finns det sex gruv- eller bearbetningsanläggningar i drift på Mesabi Range. Cliffs Natural Resources äger och driver Northshore Mining, som har gruvverksamhet i Babbitt och krossning, anriknings- och pelletsverksamheten i Silver Bay, tillsammans med United Taconite som har gruvverksamhet i Eveleth och krossning, anriknings- och pelletsverksamheten i Forbes.
Arcelor Mittal äger och driver Minorca Mine en anläggning med gruvdrift i närheten av Biwabik och Gilbert och en anläggning för krossning, anrikning och pelletering nära Virginia. US Steel äger och driver både KeeTac och Minntac med gruvdrift och bearbetningsanläggningar i Keewatin och Mountain Iron respektive. Den sista anläggningen är Hibbing Taconite som driver en gruva och verk mellan städerna Hibbing och Chisholm.

## Artikelursprung
Den här artikeln är helt eller delvis baserad på material från engelskspråkiga Wikipedia, tidigare version.